# Association italienne des faucons rouges
L'Association italienne des faucons rouges (L'Associazione Falchi Rossi Italiani), également connue sous l'acronyme AFRI) a été fondée pour développer un projet culturel et agrégatif de type scout destiné aux jeunes socialistes âgés de 8 à 14 ans.

## Histoire
Fondée au cours de l'été 1949 par la Federazione Giovanile Socialista Italiana (Fédération italienne de la jeunesse socialiste), l'association commence à organiser ses activités proprement dites lorsque Luciano Borciani, originaire de Reggio Emilia, est nommé responsable national de l'association et est appelé à Rome pour la diriger jusqu'en 1950, date à laquelle il est remplacé par un autre originaire de Reggio Emilia, Erasmo Boiardi.
Giorgio Boccolari parle d'une organisation scoute destinée aux jeunes, inspirée non seulement des idéaux de Baden-Powell, mais aussi des principes de paix, de liberté et de justice sociale propres au Partito Socialista Italiano (PSI). Malgré d'énormes difficultés d’organisation, l'Associazione Falchi Rossi Italiani a connu un succès à Reggio, ce qui a projeté l'AFRI locale au centre de l'intérêt des dirigeants du PSI à Rome. Les activités des "falchetti" comprenaient des visites de monuments, de fermes, d'ateliers, de lieux historiques et naturels (à pied, à vélo ou à l'arrière des camionnettes de l'époque), des activités extrascolaires, récréatives, etc. Les colonies en camping étaient très importants (le premier campement a eu lieu à Castelnuovo Monti (RE) en 1949) avec des promenades, des chants, des récits sur les gestes des partisans le soir autour d’un feu de camp. Mais au-delà des excursions, les ‘faucons’ se sont souvent réunis au sein des sections socialistes. Les jeunes vociférants étaient à peine tolérés par les militants plus agés, avec leurs chapeaux à larges bords, leurs vêtements sombres et leur morale rigide. Pour eux, les enfants devaient rester à l'écart de la politique. Ce sont les jeunes socialistes de Reggio Emilia qui, au contraire, se sont passionnés pour les "très jeunes". Il convient de mentionner les initiatives pour la "Befana" (Épiphanie), le "Il Carnevale del ragazzo" (le Carneval de l’enfant), le "Trenino della pace” (le petit train de la paix) dans les parcs publics, ou la participation au camp de Felina de la "Repubblica dei ragazzi” (la République des enfants) organisé par Pionieri pendant l'été 1950. Les matchs de football étaient aussi mémorables: cette année-là, les Falchetti ont battu les garçons de l'Azione cattolica (Action catholique) et les Pionieri.
Le 15 août 1949 est publié le premier numéro de Il Falco Rosso (Le Faucon Rouge), le bulletin interne de l'association, une publication de polycopies qui vise à resserrer de plus en plus les liens entre les membres et les cadres dirigeants. Tous les dirigeants provinciaux du PSI et de la FGSI (Federazione Giovani Socialisti Italiani) sont invités à collaborer au projet, avec des échanges d'idées, d'expériences de travail, de directives pédagogiques et éducatives qui permettent de faire du bulletin une véritable outil de formation politique.
L'association a atteint 20 000 membres en avril 1950. Le 1er juin 1950, à l'occasion de la Giornata Internazionale dell’Infanzia (la Journée internationale de l'enfance), des manifestations ont eu lieu dans de nombreuses villes italiennes, organisées conjointement par les Falchi Rossi et l'Associazione Pionieri d’Italia. C'est également en 1950 qu'une relation étroite avec l' l'Associazione Pionieri d’Italia a été développée, ce qui a conduit, en peu de temps, à l'intégration des deux associations.
En 1954, les Falchi Rossi ne comptent plus que 14 000 jeunes organisés et leur rapport de dépendance, non seulement sur le plan organisationnel, à l'égard de l'Associazione Pionieri d’Italia, est évidente. Cette collaboration est attestée par le discours du président Erasmo Boiardi lors du Primo Convegno Nazionale (Premier Congrès National) des dirigeants de l'Associazione Pionieri d’Italia, dans lequel - d'ailleurs - il est cité de manière générique comme un représentant du Comité National du PSI.

## Publications
L'AFRI disposait de sa propre publication de référence, El Falco Rosso (Le faucon rouge), dont l'objectif était de rapprocher les jeunes des idéaux du socialisme en les impliquant dans diverses activités. Après une parenthèse en 1949, où le bulletin est sorti sous forme ronéotypée, il a été renouvelé en janvier 1950 avec une nouvelle édition imprimée pour le public et les membres de l’association. Le magazine est publié dans un nouveau format en couleur, avec plus de pages et plus d'articles, d'histoires et de bandes dessinées. En raison d'un manque de ventes et de peu de contributions du PSI, le journal a cessé ses publications en août 1950.
L'Associazione Falchi Rossi Italiani (Association des faucons rouges italiens), qui travaille alors en synergie avec l'Associazione Pionieri Italiani (Association des pionniers italiens), signale à ses membres la revue Pioniere comme le journal unifié des deux associations.